# Rose BC
Rose Basketball Club, também conhecido como Rose BC, é um time profissional de basquete 3x3 norte-americano. É membro da liga de basquete Unrivaled e fez sua estreia em janeiro de 2025. O time tem sede em Miami, Flórida, e é liderado pela treinadora Nola Henry.

## História
Em 24 de outubro de 2024, a liga de basquete Unrivaled anunciou os nomes e logotipos das seis equipes que se juntarão à liga: Laces BC, Lunar Owls BC, Mist BC, Phantom BC, Rose BC e Vinyl BC. Rose BC, assim como as outras cinco equipes, terá sede em Miami, Flórida, para a temporada inaugural de 2025. Alex Bazzell, presidente da Unrivaled, confirmou que a liga é proprietária das seis equipes. Os seis treinadores principais inaugurais foram contratados posteriormente, em 15 de dezembro.

### Temporada de 2025
Em seu nono jogo da temporada, Rose BC venceu o único time que ainda estava invicto, o Lunar Owls BC. Nesse jogo, Angel Reese foi a primeira jogadora da história da Unrivaled a ter um jogo 20-20, com 22 pontos e 21 rebotes.
Chelsea Gray foi eleita para a Primeira Equipe, liderando a Unrivaled em arremessos decisivos com seis deles. Ela marcou seu sétimo arremesso decisivo nas semifinais, terminando com 39 pontos, o maior número de pontos marcados por uma jogadora em qualquer jogo. Angel Reese foi eleita para a Segunda Equipe, liderando a liga em rebotes e sendo uma das quatro jogadoras a obter uma média de duplo-duplo.
Angel Reese foi eleita a Jogadora Defensiva do Ano. Ela liderou a equipe em bloqueios e desempenhou um papel fundamental na melhor defesa da liga em termos de pontuação.
Rose BC venceu o primeiro campeonato Unrivaled da história. Brittney Sykes liderou a equipe em pontuação com 21 pontos, alcançando sua melhor marca na temporada, e marcou a cesta que garantiu a vitória. Chelsea Gray foi eleita a MVP da final.

## Jogadoras
Em 20 de novembro de 2024, os seis treinadores principais colaboraram para equilibrar e escolher as escalações das seis equipes. Após o programa de seleção, o elenco do Roses BC definiu Chelsea Gray, Kahleah Copper, Angel Reese, Brittney Sykes, Azurá Stevens e Lexie Hull como suas jogadoras.
Em fevereiro de 2025, Ariel Atkins foi contratada pelo Rose BC como reserva após Copper e Stevens sofrerem lesões.
| Jogadoras    | Jogadoras      | Jogadoras   | Jogadoras      | Jogadoras     | Jogadoras  |
| ------------ | -------------- | ----------- | -------------- | ------------- | ---------- |
| Chelsea Gray | Kahleah Copper | Angel Reese | Brittney Sykes | Azurá Stevens | Lexie Hull |